# Golden Foot-díj
A Golden Foot-díj (Aranyláb) egy, az európai sportújságírók által minden évben odaítélendő díj azoknak a labdarúgóknak, akik pályafutásuk során sportteljesítményükkel, és magánéletükkel, személyiségükkel is sokat tettek a labdarúgásért. Kritérium, hogy a díjat olyan labdarúgó kaphatja meg, aki még aktívan játszik, és 28. életévét már betöltötte. A díjazott sportoló lábnyomát megörökítik a "Bajnokok Sétányán" Monaco hercegség tengerpartján. A díjat 2003-ban alapították, az első győztes Roberto Baggio volt. 2022 óta a női labdarúgók is elismerésben részesülnek.

## Eddigi győztesek
| Év   | Győztesek            | Klub                 |
| ---- | -------------------- | -------------------- |
| 2003 | Roberto Baggio       | Brescia              |
| 2004 | Pavel Nedvěd         | Juventus             |
| 2005 | Andrij Sevcsenko     | AC Milan             |
| 2006 | Ronaldo              | Real Madrid CF       |
| 2007 | Alessandro Del Piero | Juventus             |
| 2008 | Roberto Carlos       | Fenerbahçe SK        |
| 2009 | Ronaldinho           | AC Milan             |
| 2010 | Francesco Totti      | AS Roma              |
| 2011 | Ryan Giggs           | Manchester United FC |
| 2012 | Zlatan Ibrahimović   | Paris Saint-Germain  |
| 2013 | Didier Drogba        | Galatasaray SK       |
| 2014 | Andrés Iniesta       | FC Barcelona         |
| 2015 | Samuel Eto’o         | Antalyaspor          |
| 2016 | Gianluigi Buffon     | Juventus             |
| 2017 | Iker Casillas        | FC Porto             |
| 2018 | Edinson Cavani       | Paris Saint-Germain  |
| 2019 | Luka Modrić          | Real Madrid          |
| 2020 | Cristiano Ronaldo    | Juventus             |
| 2021 | Mohamed Szaláh       | Liverpool            |
| 2022 | Robert Lewandowski   | Barcelona            |
| 2024 | Lautaro Martínez     | Internazionale       |

#### Győztesek országonként
| Ország           | Játékosok |
| ---------------- | --------- |
| Olaszország      | 4         |
| Brazília         | 3         |
| Spanyolország    | 2         |
| Horvátország     | 1         |
| Portugália       | 1         |
| Egyiptom         | 1         |
| Csehország       | 1         |
| Ukrajna          | 1         |
| Wales            | 1         |
| Svédország       | 1         |
| Elefántcsontpart | 1         |
| Kamerun          | 1         |
| Uruguay          | 1         |
| Lengyelország    | 1         |
| Argentína        | 1         |

#### Győztesek klubonként
| Klub                | Játékosok |
| ------------------- | --------- |
| Juventus            | 4         |
| Milan               | 2         |
| Paris Saint-Germain | 2         |
| Real Madrid         | 2         |
| Barcelona           | 2         |
| Brescia             | 1         |
| Antalyaspor         | 1         |
| Fenerbahçe          | 1         |
| Galatasaray         | 1         |
| Manchester United   | 1         |
| Roma                | 1         |
| Porto               | 1         |
| Liverpool           | 1         |
| Internazionale      | 1         |

## Női díjazottak
2022 óta a nők között is díjazzák a labdarúgókat.
| Év   | Játékos          | Klubcsapat |
| ---- | ---------------- | ---------- |
| 2022 | Kosovare Asllani | AC Milan   |
| 2024 | Kumagai Szaki    | AS Roma    |

## Legendák
Minden évben díjazzák a múlt legendáit, akiknek a lábnyomát szintén megörökítik a sétányon. Így nyerte el a díjat, egyetlen magyarként 2006-ban Puskás Ferenc is.
| Év              | Legendák              |
| --------------- | --------------------- |
| 2003            | Diego Maradona        |
| 2003            | Eusébio               |
| 2003            | Gianni Rivera         |
| 2003            | Just Fontaine         |
| 2004            | Alfredo Di Stéfano    |
| 2004            | Dino Zoff             |
| 2004            | Michel Platini        |
| 2005            | Francisco Gento       |
| 2005            | George Best           |
| 2005            | George Weah           |
| 2005            | Luigi Riva            |
| 2005            | Roberto Rivellino     |
| 2006            | Alcides Ghiggia       |
| 2006            | Puskás Ferenc         |
| 2006            | Giacinto Facchetti    |
| 2006            | Raymond Kopa          |
| 2006            | Zico                  |
| 2007            | Gerd Müller           |
| 2007            | Hriszto Sztoicskov    |
| 2007            | Mario Kempes          |
| 2007            | Paolo Rossi           |
| 2007            | Romário               |
| 2008            | Aldair                |
| 2008            | Ihor Bjelanov         |
| 2008            | Luis Suárez           |
| 2008            | Zinédine Zidane       |
| 2009            | Karl-Heinz Rummenigge |
| 2009            | Nílton Santos         |
| 2009            | Oleh Blohin           |
| 2009            | René Higuita          |
| 2009            | Zbigniew Boniek       |
| 2010            | Dunga                 |
| 2010            | Francisco Varallo     |
| 2010            | Franz Beckenbauer     |
| 2010            | Giancarlo Antognoni   |
| 2010            | Hugo Sánchez          |
| 2011            | Abedi Pelé            |
| 2011            | Javier Zanetti        |
| 2011            | Luís Figo             |
| 2011            | Rabáh Mádzser         |
| 2011            | Ruud Gullit           |
| 2012            | Éric Cantona          |
| 2012            | Franco Baresi         |
| 2012            | Lothar Matthäus       |
| 2012            | Pelé                  |
| 2013            | Carlos Valderrama     |
| 2013            | Jean-Pierre Papin     |
| 2013            | Osvaldo Ardiles       |
| 2014            | Antonín Panenka       |
| 2014            | Jean-Marie Pfaff      |
| 2014            | Hakan Şükür           |
| 2014            | Nakata Hidetosi       |
| 2014            | Mia Hamm              |
| 2014            | Roger Milla           |
| 2015            | Gheorghe Hagi         |
| 2015            | Daniel Passarella     |
| 2015            | David Trezeguet       |
| 2015            | Rinat Daszajev        |
| 2016            | Frank de Boer         |
| 2016            | Claudio Ranieri       |
| 2016            | Carles Puyol          |
| 2016            | Deco                  |
| 2017            | Roberto Mancini       |
| 2017            | Michael Owen          |
| 2017            | Marcel Desailly       |
| 2017            | Oliver Kahn           |
| 2017            | Li Ming               |
| 2018            | Leonardo Araújo       |
| 2018            | Clarence Seedorf      |
| 2018            | Andrea Pirlo          |
| 2018            | Marcello Lippi        |
| 2018            | Didier Deschamps      |
| 2019            | Paulo Roberto Falcão  |
| 2019            | Patrick Vieira        |
| 2019            | José Altafini         |
| 2021            |                       |
| Dani Alves      |                       |
| Paolo Maldini   |                       |
| Günter Netzer   |                       |
| Gabriele Oriali |                       |
| 2022            | Emilio Butragueño     |
| 2022            | Juan Sebastián Verón  |
| 2022            | Fatih Terim           |
| 2024            | Fabio Cannavaro       |
| 2024            | Gerard Piqué          |
| 2024            | Rui Costa             |
| 2024            | Fernando Llorente     |
| 2024            | Ruud Krol             |

### Összegzés országonként
| Ország        | Összesen |
| ------------- | -------- |
| Olaszország   | 15       |
| Brazília      | 11       |
| Franciaország | 10       |
| Argentína     | 8        |
| Németország   | 6        |
| Spanyolország | 6        |
| Hollandia     | 4        |
| Portugália    | 4        |
| Kolumbia      | 2        |
| Svédország    | 2        |
| Törökország   | 2        |
| Ukrajna       | 2        |
| Algéria       | 1        |
| Belgium       | 1        |
| Bulgária      | 1        |

| Country          | Total |
| ---------------- | ----- |
| Kamerun          | 1     |
| Kína             | 1     |
| Csehország       | 1     |
| Anglia           | 1     |
| Ghána            | 1     |
| Magyarország     | 1     |
| Japán            | 1     |
| Libéria          | 1     |
| Mexikó           | 1     |
| Észak-Írország   | 1     |
| Lengyelország    | 1     |
| Románia          | 1     |
| Oroszország      | 1     |
| Egyesült Államok | 1     |
| Uruguay          | 1     |

## Golden Foot Prestige-díj
2020-ban osztották ki először az úgynevezett Golden Foot presztízs-díjat, amelyet Andrea Agnelli vehetett át, a labdarúgásban való tevékenységéért, illetve életműve elismeréseként.
| 2020 | Andrea Agnelli   |
| 2021 | Gabriele Gravina |
| 2022 | Florentino Pérez |

## Fordítás
Ez a szócikk részben vagy egészben  a   Golden Foot Award című angol Wikipédia-szócikk fordításán alapul.  Az eredeti cikk szerkesztőit annak laptörténete sorolja fel. Ez a jelzés csupán a megfogalmazás eredetét és a szerzői jogokat jelzi, nem szolgál a cikkben szereplő információk forrásmegjelöléseként.